# Pobladura de Valderaduey
Pobladura de Valderaduey – gmina w Hiszpanii, w prowincji Zamora, w Kastylii i León, o powierzchni 12,56 km². W 2011 roku gmina liczyła 50 mieszkańców.